# Redondela (kommun)
Redondela är en kommun i Spanien. Den ligger i provinsen Pontevedra i den autonoma regionen Galicien i nordvästra delen av landet, 500 km nordväst om huvudstaden Madrid. Antalet invånare är 28 976 (2024). Arean är 52,08 kvadratkilometer. Redondela gränsar till Vigo, Mos, Pazos de Borbén och Soutomaior. 